# 成都医学院站
成都医学院站位于中华人民共和国四川省成都市新都区新都大道与兴乐北路交叉口，是成都地铁3号线的地铁车站。

## 车站概要
本站位于新都大道与兴乐北路交叉口，沿新都大道呈东西向布置，是成都地铁3号线的北段的终点站，于2018年12月26日开通使用，从该站到双流西站全程仅需82分钟。因成都医学院除了本站附近的新都校区外还有其它校区，后增设副站名新都校区，但仅在本站使用。

## 车站结构

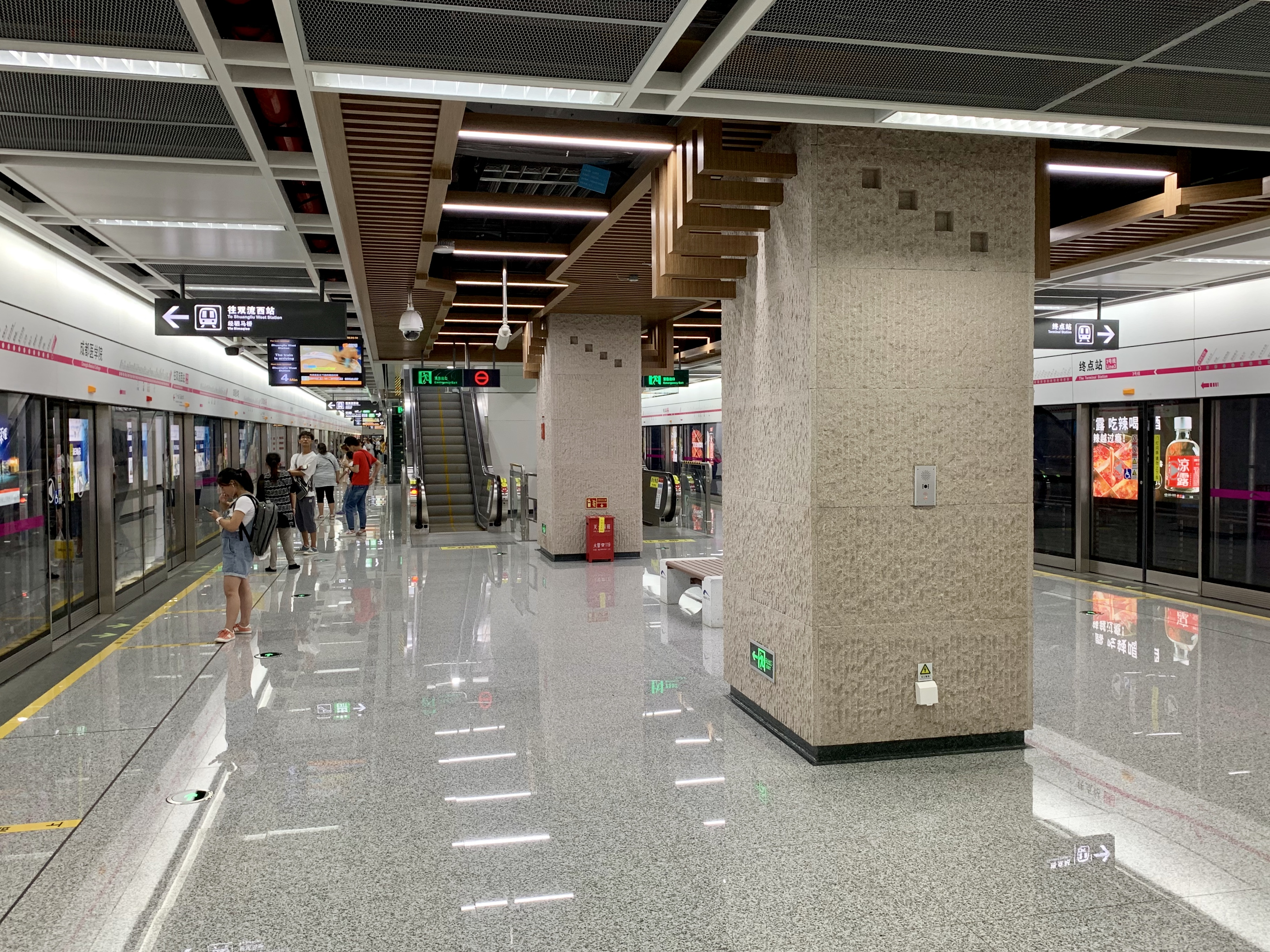
站台层
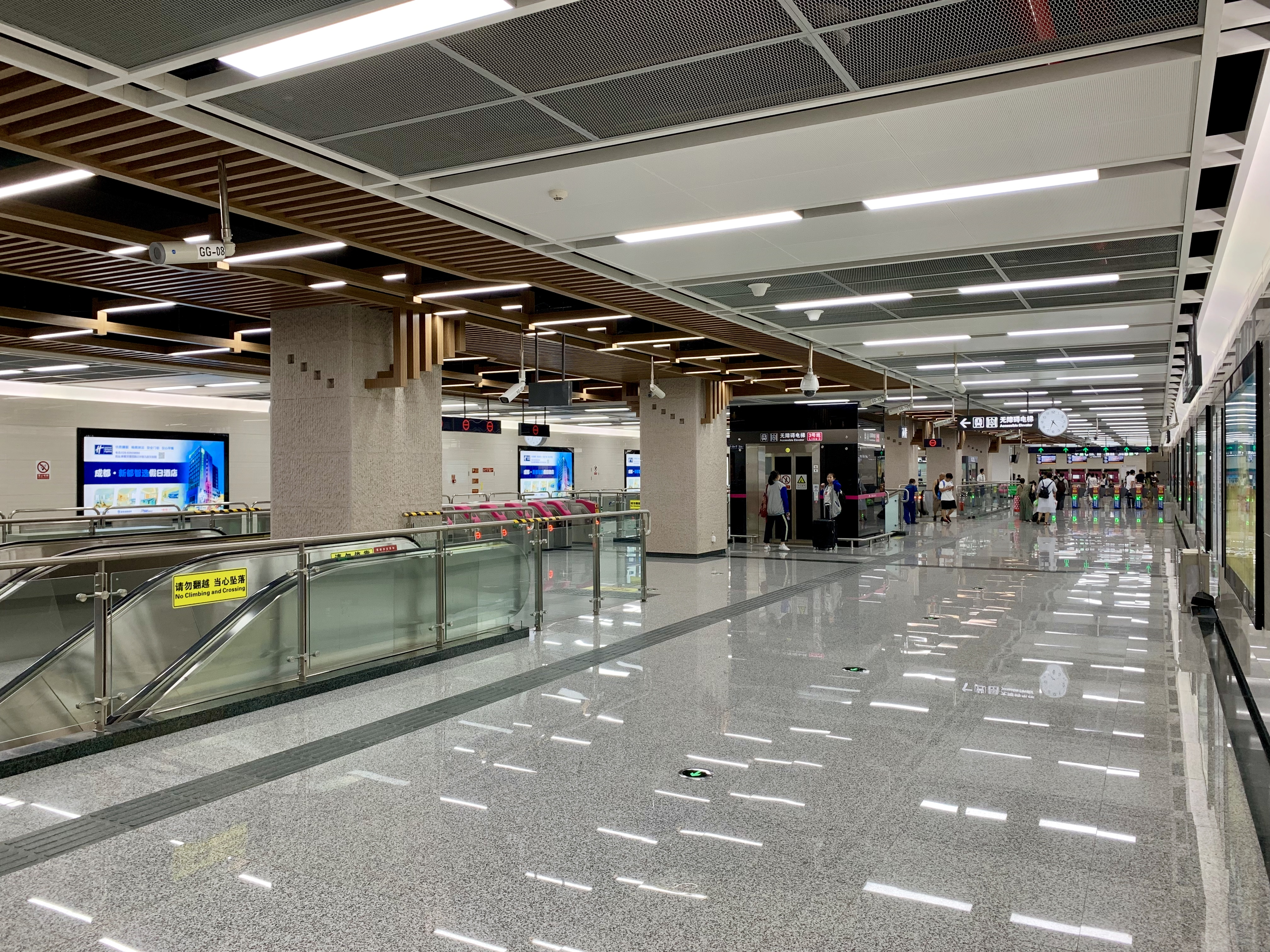
站厅层

本站为地下二层岛式站台车站。
| 地面              | 0    | 出入口                                                                                          |
| 地下一层          | 站厅 | 自助购票、客服中心                                                                              |
| 地下二层          | 站台 | \| \| \| 3号线往双流西站（石油大学） \| \| 島式 · 開左邊车门 \| \| \| \| \| \| 3号线下客站台 \| |
|                   |      | 3号线往双流西站（石油大学）                                                                     |
| 島式 · 開左邊车门 |      |                                                                                                 |
|                   |      | 3号线下客站台                                                                                   |

## 内装与公共设计
本站是3号线二三期11座标准站之一。包括本站在内的三号线三期标准站以花岗石立柱和木纹材料进行装饰，以褐色为主色调，象征成都往北沟通中原的古蜀栈道。

## 出入口
本站目前开放4个出入口。
| 编号     | 设施                           | 指示                                   | 照片 |
| -------- | ------------------------------ | -------------------------------------- | ---- |
|          |                                | 新都大道、兴乐北路、万和北路、黄河路   |      |
| 出口 · B | 无障碍电梯 无障碍卫生间 哺乳室 | 新都大道、兴乐北路、红星路、黄河路     |      |
| 出口 · C | 无障碍电梯                     | 新都大道、兴乐北路、成都医学院新都校区 |      |
| 出口 · D |                                | 新都大道、兴乐北路、同仁路、同心路     |      |

## 公交换乘
| 出口     | 巴士站点         | 路线                                                           | 驶向                 |
| -------- | ---------------- | -------------------------------------------------------------- | -------------------- |
| 出口 · A | 地铁成都医学院站 | 650路、652路、679路、X02路、X40路、X43路、X45路、X105路        | 向东（东南）方向行驶 |
| 出口 · B | 地铁成都医学院站 | 603路、X09路、X110路                                           | 向东（东南）方向行驶 |
| 出口 · C | 地铁成都医学院站 | 650路、652路、679路、X02路、X13路、X40路、X43路、X45路、X110路 | 向西（西北）方向行驶 |
| 出口 · D | 地铁成都医学院站 | 605路                                                          | 向西（西北）方向行驶 |

此外，另有一条远郊摆渡车路线（文庙广场——成都医学院）连接德阳市旌阳区和成都地铁3号线。